# Aspidelectra densuense
Aspidelectra densuense är en mossdjursart som beskrevs av Cook 1968. Aspidelectra densuense ingår i släktet Aspidelectra och familjen Electridae. Inga underarter finns listade i Catalogue of Life.